# Iratxe Sorzabal
Iratxe Sorzabal Díez (Irún, Guipúzcoa, 6 de noviembre de 1971), alias Ezpela, era una miembro y dirigente de la organización terrorista Euskadi Ta Askatasuna (ETA), considerada por las fuerzas de seguridad una de las personas que anunciaron el cese definitivo de la violencia en 2011 en el que ETA declaraba su alto el fuego «permanente, general y verificable». Fue detenida en Francia el 22 de septiembre de 2015, junto con David Pla —ambos cabezas del aparato político de ETA—; también fueron detenidos el propietario de la casa donde los localizaron, Francisco Flores, y Ramón Sagarzazu, que fuera en 2005 jefe del aparato internacional de la banda.

## Trayectoria
Acusada de formar parte de ETA desde la década de 1990 integrada en el comando Ibarla, fue detenida por vez primera en 1997 por las autoridades francesas, y condenada por pertenencia a banda armada a tres años de prisión, siendo puesta en libertad al cumplir dos tercios de la pena. De regreso en España, fue detenida en marzo de 2001 acusada de formar parte de un comando legal de ETA, aunque no fue juzgada por ello. Sin embargo, de nuevo en Francia, se reincorporó a la organización terrorista como responsable de la estructura de control de los presos Halboka. Fue condenada en rebeldía por los tribunales franceses en 2006, junto con Manu Ugartemendia, a cinco años de cárcel. En 2011 hizo público el anuncio del cese definitivo de la actividad armada de ETA, junto con David Pla e Izaskun Lesaka. En 2012 se reunió junto con David Pla y Josu Urrutikoetxea en Oslo en un intento de negociación con el gobierno español. Fueron expulsados de Noruega en 2013. Al momento de su detención en septiembre de 2015, tenía pendientes de cumplir dos penas impuestas por los tribunales franceses. En 2025 la Audiencia Nacional española reconoció que «fue sometida a tratos inhumanos durante su detención, en marzo de 2001», por la Guardia Civil.